# ピザカッター

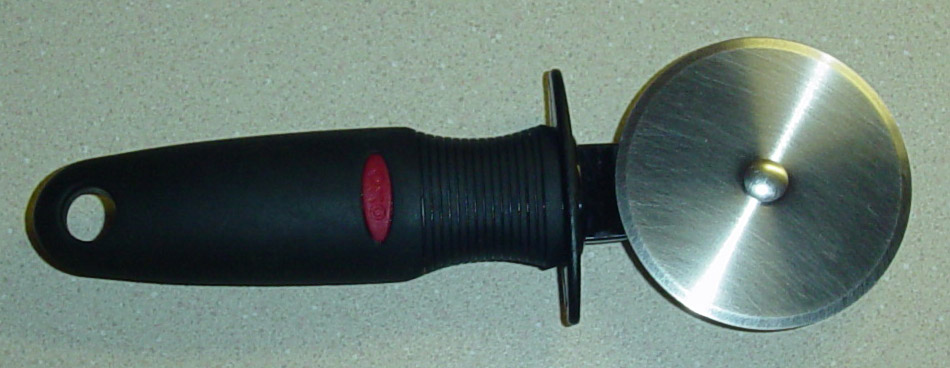
車輪型ピザカッター

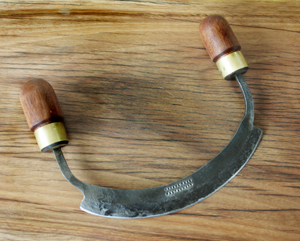
メッツァルーナタイプのピザカッター

ピザカッター（英: Pizza cutter）は、ピザなどを切り分けるために用いる調理器具。

## 概要
車輪型のものと、メッツァルーナ (Mezzaluna) と呼ばれる半月型のタイプに大別できる。
車輪型のものは、回転可能な刃のついた車輪をピザに押し付けて、往復させることにより切ることができる。
メッツァルーナタイプは1708年にSilvio Pacittiにより発明され、二枚刃のものはハーブや挽肉のみじん切りや、野菜を刻むためにも使用される。